# Ein Haus voller Töchter
Ein Haus voller Töchter ist eine 35-teilige deutsche Sitcom-Serie, die von Das Vierte produziert und ab dem 19. August 2010 ausgestrahlt wurde.

## Handlung
Carsten Vogel ist Familien-Therapeut, Vater von fünf Töchtern und wird von seiner Frau für einen Eishockey-Profi verlassen. Allein mit seinen sehr unterschiedlichen zwischen fünf und 17 Jahre alten Töchtern scheint Carsten vollkommen mit dem Haushalt überfordert. Seine Schwiegermutter Wilhelmina von Funke ist ihm hier auch keine Hilfe. Neben den privaten Problemen kommen berufliche hinzu: Die Patienten bleiben weg. Lediglich Tessa Birkin, Frau des Millionärs Michael Birkin, kommt zu ihm, obwohl sie sich ursprünglich scheiden lassen wollte, da ihr Mann keine Kinder haben will.

## Hintergrund
Ein Haus voller Töchter ist die Adaption der Sitcom Papiny Dotschki (Папины дочки, deutsch etwa Papas Töchter) des russischen Fernsehsenders STS. Die erste und einzige Serie in Eigenproduktion des Senders Das Vierte wurde unter dem damaligen Senderchef Dmitri Lesnewski 2009 mit 48 Episoden in den Bavaria Filmstudios in München gedreht. Die ursprünglich früher geplante Ausstrahlung erfolgte nach einem Wechsel des Sendereigentümers erst im Sommer 2010. Zur Bewerbung der Serie wurde eine Woche vor der TV-Erstausstrahlung die ersten beiden Episoden auf dem YouTube-Kanal des Vierten kostenfrei online gestellt.

## Ausstrahlung
Das Vierte startete die Serie am 19. August 2010 in der Hauptsendezeit. Nach mehrfacher Umstellung der Sendetermine wurde am 14. Oktober 2010 die Erstausstrahlung nach 35 Episoden beendet. Die gesendeten Episoden erreichten nur geringe Marktanteile und lagen unterhalb des Senderschnittes. 2011 nahm der Sender die Serie zur Mittagszeit wieder ins Programm.

## Darsteller

### Hauptdarsteller
| Schauspieler          | Rollenname                | Episoden |
| --------------------- | ------------------------- | -------- |
| Moritz Lindbergh      | Carsten Vogel             | Alle     |
| Isabella Soric        | Jana Vogel                | Alle     |
| Grit Boettcher        | Oma Wilhelmina von Funke  | Alle     |
| Marie-Claire Schuller | Dana Vogel                | Alle     |
| Irina Kurbanova       | Alex Vogel                | Alle     |
| Louise Parche         | Henriette 'Henne' Vogel   | Alle     |
| Emma Preisendanz      | Katinka 'Knöpfchen' Vogel | Alle     |
| Götz Otto             | Michael Birkin            | Alle     |
| Nadja Petri           | Tessa Birkin              | Alle     |

### Nebendarsteller
| Schauspieler       | Rollenname               | Episoden   |
| ------------------ | ------------------------ | ---------- |
| Viola von der Burg | Sekretärin Agnes Schultz | Alle       |
| Stephen Sikder     | Dr. Jürgen Bohrmeister   | Alle       |
| Diana Herold       | Rosamunde Herbs          | Alle ab 3. |

### Gastdarsteller
| Schauspieler              | Rollenname          | Episoden |
| ------------------------- | ------------------- | -------- |
| Andrea Kempter            | Tessas Freundin     | 1        |
| Volker Michalowski        | Herr Mezler         | 2, 22    |
| Florian Simbeck           | Kindergartenleiter  | 12       |
| Lisa Fitz                 | Kathrin Bohrmeister | 11, 12   |
| Sandy Mölling             | Sandy Mölling       | 16       |
| Abi Ofarim                | Goth-Nachbar        | 10, 17   |
| Nicole Belstler-Boettcher | Schuldirektorin     | 27       |
| Roland Eugen Beiküfner    | Steuerprüfer        | 32       |
| Jan Herold                | Reporter            | 35       |
| Marvin Eckerle            | Niklas Wagner       | 24       |

## Episodenliste
- 01. Ein Mann geht seinen Weg
- 02. Der Mann vom Jugendamt
- 03. (Alb)Traum Familie
- 04. Drei sind (k)einer zu viel
- 05. Die Opferung
- 06. Das Pokerspiel
- 07. Die Nachhilfelehrerin
- 08. Die Rache der Frauen
- 09. Wann ist ein Mann ein Mann
- 10. Kuckuckskinder
- 11. Die Renovierung
- 12. Kindergartenblues
- 13. Die Überraschungsparty
- 14. Der Song Contest
- 15. Feuer und Flamme
- 16. Disco, Disco
- 17. Dana ist weg
- 18. Grippewelle
- 19. Liebeswahn
- 20. Lügen haben lange Beine
- 21. Ich liebe Sie!
- 22. Die Beichte
- 23. Die Eule
- 24. Halluzination
- 25. Schicksalsspiel
- 26. Der Job
- 27. Lehrer unter sich
- 28. Make my Day
- 29. Die Kellnerin
- 30. Geben und nehmen
- 31. Krieg ist Krieg
- 32. Das Oma-Monster
- 33. Hundstage
- 34. Die Putzfrau
- 35. Stromausfall

- 2009 – Ein Haus voller Töchter: das Making of

## Kritik
Dem Plot wird in Tradition von Publikumserfolgen wie Die Trapp-Familie (1956), dem Musical The Sound of Music bzw. dessen Verfilmung (1958) oder Serien wie Die Nanny aus den 1990ern ein mögliches Potential zugesprochen, was hier jedoch nicht ausgespielt werde. Ein Kritikpunkt ist die nahezu nicht erfolgte kulturelle Adaption der russischen Vorlage, durch das gezeigte Verhalten und das Familien- und Frauenbild in der Serie fehle es – besonders für eine in Deutschland spielenden Serie – an Glaubwürdigkeit. Als gravierendes Problem wird die Tonspur mit dem eingespielten Hintergrund-Lachen genannt, deren Verteilung wirke geradezu verstörend:

„Hier von Dilettantismus zu sprechen, wäre ein Beleidigung für alle Dilettanten, die etwas auf sich halten.“

Am Buch werden die fehlende Charaktertiefe oder Subtilität bei der Figurenentwicklung bemängelt, auch würden die Töchtercharaktere lediglich Stereotype und Klischees bedienen. Übereinstimmend wird den Schauspielern zugestanden, das Beste aus der jeweiligen Rolle herauszuholen. Im Fazit bleiben die Kritiken dennoch deutlich:

„Nach dem Motto ‚Sie haben sich stets bemüht‘ lautet das Urteil für «Ein Haus voller Töchter»: durchgefallen. Schlimmer noch; das Format ist die Vergewaltigung des so oft unterschätzten Sitcom-Genres und das Schlechteste, was seit langer Zeit über die heimischen Bildschirme geflimmert ist.“

Ein Großteil der User-Bewertungen der ersten Episode auf YouTube fiel ebenfalls negativ aus.